# 沃恩山 (阿蒙森海岸)
沃恩山（英語：Mount Vaughan）是南極洲的山峰，位於阿蒙森海岸，處於格里菲思山西南面6公里的沃恩冰川源頭，屬於毛德王后山脈中海斯山脈的一部分，海拔高度3,140米，現時由南極條約體系管理。

## 外部連結
- http://www.normanvaughan.com/mountain.html （页面存档备份，存于）

85°55′S 155°50′W / 85.917°S 155.833°W